# 西大田ジャンクション
西大田ジャンクション（ソデジョンジャンクション）は大韓民国大田広域市儒城区にある湖南高速道路支線（251号線）と大田南部循環高速道路（300号線）を結ぶジャンクションである。

## 接続する路線

### 儒城・論山方面
- 湖南高速道路支線（4番）

### 大田市内方面
- 大田南部循環高速道路（1番）

## 隣
京釜高速道路
- 鶏龍IC - 鶏龍SA（大田方向のみ）- 西大田JCT  - 儒城IC

大田南部循環高速道路
- 西大田JCT - 西大田IC